# Carlos Contreras (baseball)
Pour les articles homonymes, voir Contreras.
Pour le coureur cycliste, voir Carlos Alberto Contreras.
Carlos Manuel Contreras (né le 8 janvier 1991 à Saint-Domingue, République dominicaine) est un lanceur droitier des Ligues majeures de baseball qui joue avec les Reds de Cincinnati en 2014 et 2015.

## Carrière
Carlos Contreras signe son premier contrat professionnel en 2008 avec les Reds de Cincinnati. En juillet 2013, il représente la franchise au match des étoiles du futur présenté à New York. 
Il fait ses débuts dans le baseball majeur avec Cincinnati le 21 juin 2014, lançant en relève contre les Blue Jays de Toronto.